# Clematis mollissima
Clematis mollissima là một loài thực vật có hoa trong họ Mao lương. Loài này được (Hallier f.) H.Eichler mô tả khoa học đầu tiên năm 1958.